# Extranjera: Primera parte
Extranjera: Primera Parte (ou simplesmente Extranjera) é o primeiro lançamento da artista musical mexicana Dulce María. O EP é considerado a primeira parte das duas de seu álbum de estreia. E também, devido a Copa do Mundo de 2010 , meses de Junho e Julho não seriam meses apropriados para a divulgação e seu lançamento. Foi lançada em 9 de novembro de 2010 através da Universal Music, sendo seguido por Extranjera: Segunda parte, sua continuação, foi disponibilizado em 14 de junho de 2011. Musicalmente, trata-se de uma obra pop, influenciada por diversos gêneros como dance-pop, pop rock e soft rock, enquanto o seu conteúdo lírico é, em sua maioria, sobre o amor.
Extranjera: Primera Parte recebeu revisões majoritariamente positivas da mídia especializada, a qual elogiou a qualidade das faixas e as considerou comerciais. Seu primeiro e único single, "Inevitable", foi lançado em 11 de maio de 2010 e obteve êxito nas tabelas musicais, principalmente nas da América Latina, onde em determinado tempo foi a terceira mais tocada. Após seu lançamento, o EP teve desempenho positivo, liderando a tabela de vendas no México.

## Antecedentes e desenvolvimento
Após o fim do grupo musical mexicano RBD, do qual Dulce María fez parte integralmente, a cantora decidiu estabelecer sua carreira solo. Para isso, entrou no elenco da telenovela mexicana Verano de Amor, na qual interpretou a protagonista e ainda gravou duas músicas para a sua trilha sonora, "El Verano" e "Dejáme Ser". O folhetim teve início em fevereiro de 2009 e chegou ao fim em julho do mesmo ano, o que ocasionou maior dedicação da cantora ao preparo de seu primeiro projeto musical. Antes disso, Dulce María colaborou com Tiziano Ferro e Anahí na versão em espanhol da canção "El Regalo Más Grande", que foi o segundo single do quarto álbum de estúdio de Ferro, A Mi Edad (2008).
Em 10 de março de 2009, foi lançado o sexto e último álbum de estúdio da RBD, o Para Olvidarte de Mí (2009), porém, o disco não teve divulgação porque seus integrantes já estavam realizando outros projetos.

## Lista de faixas
| Extranjera: Primera parte – Edição padrão |                |                                            |                |         |  |
| N.º                                       | Título         | Compositor(es)                             | Produtor(es)   | Duração |  |
| 1.                                        | "Inevitable"   | Dulce María Axel Dupeyrón Andréa Hernández | A.X.L.         | 3:08    |  |
| 2.                                        | "Luna"         | María Dupeyrón Hernández                   | A.X.L.         | 2:50    |  |
| 3.                                        | "No Se Parece" | Carlos Lara Ximena Muñoz                   | Lara           | 4:02    |  |
| 4.                                        | "Vacaciones"   | Alih Jay Baltazar Hinojosa                 | Sebastián Krys | 3:00    |  |
| 5.                                        | "Ingenua"      | Pedro Sánchez Mónica Vélez                 | Krys           | 3:28    |  |
| 6.                                        | "El Hechizo"   | Xabier Beldarrain                          | Lara           | 3:56    |  |
| 7.                                        | "Extranjera"   | Sánchez Vélez                              | Krys           | 3:44    |  |
| Duração total:                            | Duração total: | Duração total:                             | Duração total: | 24:10   |  |

| Extranjera: Primera parte – Edição americana |                                  |                                         |                       |         |  |
| N.º                                          | Título                           | Compositor(es)                          | Produtor(es)          | Duração |  |
| 1.                                           | "Inevitable"                     |                                         |                       | 3:08    |  |
| 2.                                           | "Luna"                           |                                         |                       | 2:49    |  |
| 3.                                           | "No Se Parece"                   |                                         |                       | 4:02    |  |
| 4.                                           | "Vacaciones"                     |                                         |                       | 3:00    |  |
| 5.                                           | "Extranjera"                     |                                         |                       | 3:45    |  |
| 6.                                           | "Inevitable" (Superheroes Remix) | María Dupeyron Hernández J-King Maximan | A.X.L. J-King Maximan | 3:15    |  |
| Duração total:                               | Duração total:                   | Duração total:                          | Duração total:        | 20:11   |  |

## Prêmios e indicações
Em 2010 o álbum venceu o Premios Eclipse na categoria "Mejor Disco del Año", em 2011 ganhou na categoria "Mejor Disco" da Lo Mejor de la Música Univision, "Mejor Album del Año" da Premios Luminaria de Oro. Foi indicado também na Premios Juventud na categoria "Lo Toco Todo" e Premios People en Español no "Mejor Álbum", sendo que nas duas último o álbum perdeu.

## Desempenho nas tabelas musicais

### Gráficos semanais
| Tabelas musicais (2010—11)                  | Melhor posição |
| ------------------------------------------- | -------------- |
| Argentina (CAPIF)                           | 6              |
| Brasil (TOP 10 Albums)                      | 6              |
| Croácia (International Albums Chart)        | 6              |
| Espanha (PROMUSICAE)                        | 9              |
| Estados Unidos (Billboard Latin Pop Albums) | 11             |
| Estados Unidos (Billboard Latin Albums)     | 66             |
| México (AMPROFON)                           | 4              |
| Polônia (Polish Music Charts)               | 79             |

## Histórico de lançamento
| País           | Data                   |
| -------------- | ---------------------- |
| Espanha        | 6 de novembro de 2010  |
| México         | 9 de novembro de 2010  |
| Estados Unidos | 9 de novembro de 2010  |
| Brasil         | 22 de novembro de 2010 |